# Tòa án Syariah

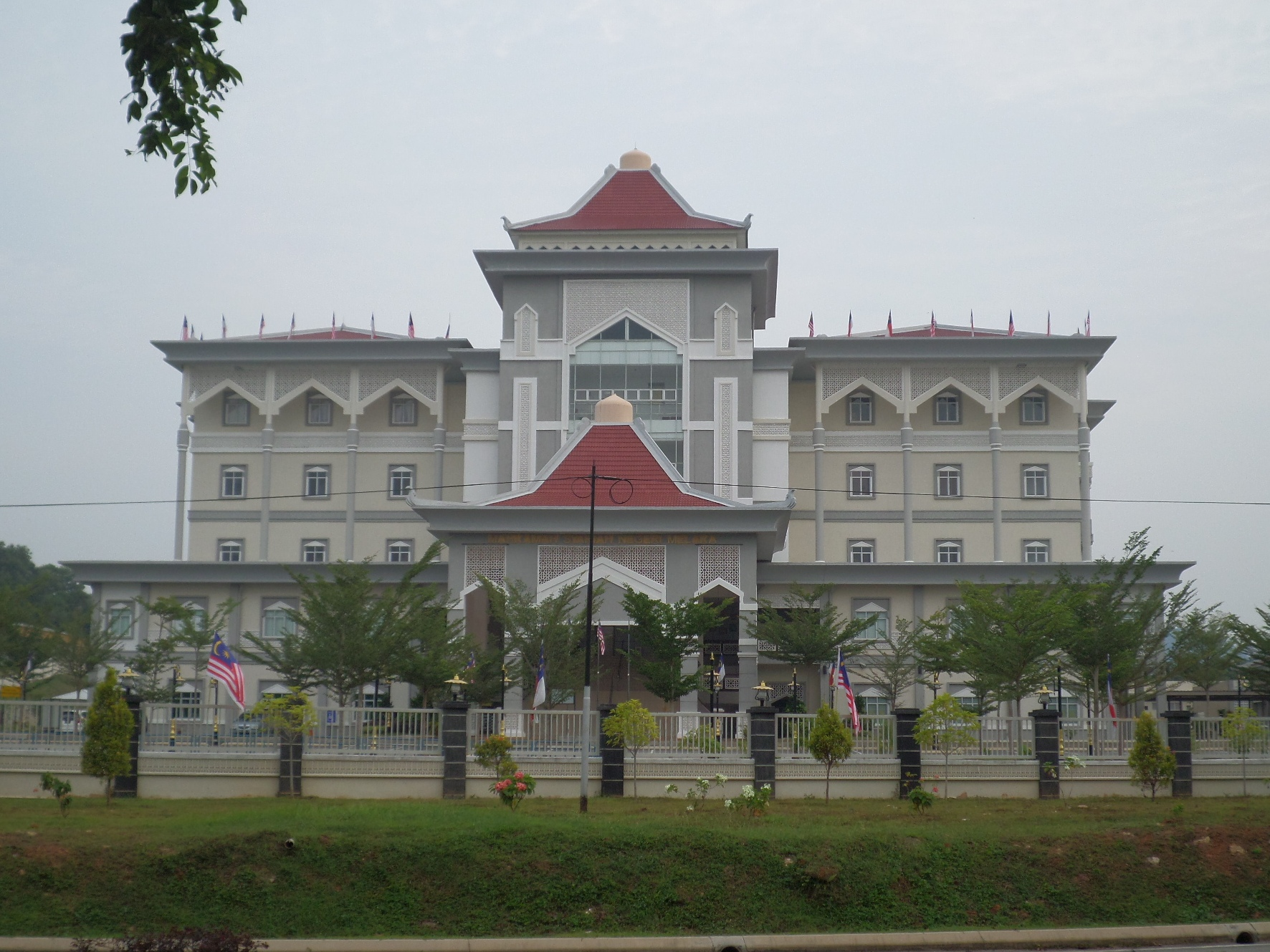
Tòa án Syariah bang Melaka ởMalaysia.

Syariah (phiên âm tiếng Mã Lai của "Shari'a") đề cập đến luật Sharia trong luật Hồi giáo và đề cập đến luật pháp Hồi giáo độc quyền, có thẩm quyền đối với mọi người Hồi giáo ở Malaysia và Brunei. Hệ thống Tòa án Syariah là một trong hai hệ thống tòa án riêng biệt tồn tại trong hệ thống pháp luật Malaysia. Có một hệ thống song song của Tòa án Syariah Nhà nước, có thẩm quyền hạn chế về các vấn đề của luật Hồi giáo của tiểu bang (Shariah). Tòa án Syariah chỉ có thẩm quyền đối với người Hồi giáo trong các vấn đề về luật gia đình và tuân theo tôn giáo, và thông thường chỉ có thể bị phạt tù không quá ba năm, phạt đến 5.000 Ringgit và/hoặc chịu sáu gậy.
Hiến pháp của Malaysia Điều 145 có nói rằng Tổng chưởng lý Malaysia không có quyền lực về các vấn đề liên quan đến các tòa án Sharia.
Có ba cấp độ của tòa án: Kháng cáo, Cấp cao và Cấp dưới.
Không giống như tòa án dân sự ở Malaysia, là một hệ thống tòa án liên bang, Tòa án Syariah chủ yếu được thành lập theo luật của tiểu bang. Tương tự như vậy luật Hồi giáo hoặc luật Syariah là vấn đề luật pháp bang, ngoại trừ các Lãnh thổ liên bang của Malaysia, như quy định tại Điều 3 của Hiến pháp. Do đó, luật pháp syariah trong một tiểu bang có thể khác với luật syariah của một tiểu bang khác. Có 13 cơ quan luật syariah của bang và một bộ phận luật syariah của Các lãnh thổ liên bang.